# Denis Odoi
Denis Frimpong Odoi (Lovaina, Flandes, Bélgica, 27 de mayo de 1988) es un futbolista ghanés. Juega de defensa y se encuentra sin equipo.
Odoi es un lateral diestro que puede jugar por ambas bandas. Durante sus tres años en Lokeren jugó por la banda izquierda, aunque prefiere jugar como defensor central. 
Su padre es de Ghana y su madre es de Bélgica.

## Trayectoria
El 14 de julio de 2016 se anunció que Odoi fichaba por el Fulham, que en ese entonces competía en la EFL Championship. Odoi, cuyo valor de fichaje no se reveló, firmó un contrato por tres años con el club. El 5 de agosto de 2016 debutó con el equipo de Londres en la victoria por 1-0 contra el Newcastle United. Anotó su primer gol en Fulham en la victoria por 3-2 contra el Wigan Athletic el 11 de febrero de 2017.
El 14 de mayo de 2018 anotó el gol de la victoria con el que Fulham derrotó al Derby County y alcanzó la final de los playoffs de la Championship 2018. En la final del 26 de mayo contra el Aston Villa fue expulsado en el minuto 70 por una fuerte entrada a Jack Grealish, el Fulham ganaba por 1-0 con gol de Tom Cairney en el minuto 23, el jugador vio con mucha angustia el retorno del Fulham a la Premier League en los vestidores.
El 31 de enero de 2022 abandonó el conjunto londinense después de 177 partidos en los que marcó siete goles para regresar a Bélgica de la mano del Club Brujas. En este equipo estuvo dos temporadas y media antes de recalar en el Royal Antwerp F. C. para la campaña 2024-25. Al final de la misma quedó libre al no ser renovado.

## Selección nacional
Debutó con la selección de Bélgica en 2012. Posteriormente decidió jugar con Ghana, selección con la que se estrenó en marzo de 2022.

## Estadísticas
Actualizado al 29 de mayo de 2025.
| Club | Div.          | Temporada     | Liga  | Liga  | Copas nacionales(1) | Copas nacionales(1) | Copas internacionales(2) | Copas internacionales(2) | Total | Total |
| Club | Div.          | Temporada     | Part. | Goles | Part.               | Goles               | Part.                    | Goles                    | Part. | Goles |
| --- | ------------- | ------------- | ----- | ----- | ------------------- | ------------------- | ------------------------ | ------------------------ | ----- | ----- |
| Oud-Heverlee Leuven · Bélgica | 2.ª           | 2006-07       | 2     | 0     | 0                   | 0                   | —                        | —                        | 2     | 0     |
| Oud-Heverlee Leuven · Bélgica | 2.ª           | 2007-08       | 21    | 0     | 3                   | 0                   | —                        | —                        | 24    | 0     |
| Oud-Heverlee Leuven · Bélgica | 2.ª           | 2008-09       | 33    | 3     | 2                   | 0                   | —                        | —                        | 35    | 3     |
| Oud-Heverlee Leuven · Bélgica | Total club    | Total club    | 56    | 3     | 5                   | 0                   | 0                        | 0                        | 61    | 3     |
| Sint-Truidense · Bélgica | 1.ª           | 2009-10       | 37    | 1     | 2                   | 0                   | —                        | —                        | 39    | 1     |
| Sint-Truidense · Bélgica | 1.ª           | 2010-11       | 33    | 1     | 1                   | 0                   | —                        | —                        | 34    | 1     |
| Sint-Truidense · Bélgica | Total club    | Total club    | 70    | 2     | 3                   | 0                   | 0                        | 0                        | 73    | 2     |
| R. S. C. Anderlecht · Bélgica | 1.ª           | 2011-12       | 19    | 0     | 2                   | 0                   | 5                        | 0                        | 26    | 0     |
| R. S. C. Anderlecht · Bélgica | 1.ª           | 2012-13       | 14    | 0     | 3                   | 0                   | 4                        | 0                        | 21    | 0     |
| R. S. C. Anderlecht · Bélgica | Total club    | Total club    | 33    | 0     | 5                   | 0                   | 9                        | 0                        | 47    | 0     |
| K. S. C. Lokeren · Bélgica | 1.ª           | 2013-14       | 37    | 1     | 7                   | 0                   | —                        | —                        | 44    | 1     |
| K. S. C. Lokeren · Bélgica | 1.ª           | 2014-15       | 37    | 0     | 5                   | 0                   | 8                        | 0                        | 50    | 0     |
| K. S. C. Lokeren · Bélgica | 1.ª           | 2015-16       | 35    | 1     | 2                   | 0                   | —                        | —                        | 37    | 1     |
| K. S. C. Lokeren · Bélgica | Total club    | Total club    | 109   | 2     | 14                  | 0                   | 8                        | 0                        | 131   | 2     |
| Fulham F. C. Inglaterra | 2.ª           | 2016-17       | 30    | 2     | 3                   | 0                   | —                        | —                        | 33    | 2     |
| Fulham F. C. Inglaterra | 2.ª           | 2017-18       | 41    | 2     | 2                   | 1                   | —                        | —                        | 43    | 3     |
| Fulham F. C. Inglaterra | 1.ª           | 2018-19       | 31    | 0     | 3                   | 1                   | —                        | —                        | 34    | 1     |
| Fulham F. C. Inglaterra | 2.ª           | 2019-20       | 37    | 0     | 2                   | 0                   | —                        | —                        | 39    | 0     |
| Fulham F. C. Inglaterra | 1.ª           | 2020-21       | 3     | 0     | 5                   | 0                   | —                        | —                        | 8     | 0     |
| Fulham F. C. Inglaterra | 2.ª           | 2021-22       | 18    | 1     | 2                   | 0                   | —                        | —                        | 20    | 1     |
| Fulham F. C. Inglaterra | Total club    | Total club    | 160   | 5     | 17                  | 2                   | 0                        | 0                        | 177   | 7     |
| Club Brujas · Bélgica | 1.ª           | 2021-22       | 14    | 1     | 2                   | 0                   | ―                        | ―                        | 16    | 1     |
| Club Brujas · Bélgica | 1.ª           | 2022-23       | 29    | 0     | 2                   | 0                   | 7                        | 0                        | 38    | 0     |
| Club Brujas · Bélgica | 1.ª           | 2023-24       | 24    | 2     | 3                   | 1                   | 12                       | 0                        | 39    | 3     |
| Club Brujas · Bélgica | Total club    | Total club    | 67    | 3     | 7                   | 1                   | 19                       | 0                        | 93    | 4     |
| Royal Antwerp F. C. · Bélgica | 1.ª           | 2024-25       | 28    | 1     | 4                   | 1                   | —                        | —                        | 32    | 2     |
| Royal Antwerp F. C. · Bélgica | Total club    | Total club    | 28    | 1     | 4                   | 1                   | 0                        | 0                        | 32    | 2     |
| Total carrera | Total carrera | Total carrera | 523   | 16    | 55                  | 4                   | 36                       | 0                        | 614   | 20    |
| (1) Incluye Copa de Bélgica, Supercopa de Bélgica, FA Cup y Copa de la Liga de Inglaterra. (2) Incluye Liga de Campeones de la UEFA, Liga Europa de la UEFA y Liga Europa Conferencia de la UEFA. |               |               |       |       |                     |                     |                          |                          |       |       |

## Palmarés

### Títulos nacionales
| Título                      | Club                | País    | Año  |
| --------------------------- | ------------------- | ------- | ---- |
| Primera División de Bélgica | R. S. C. Anderlecht | Bélgica | 2012 |
| Supercopa de Bélgica        | R. S. C. Anderlecht | Bélgica | 2012 |
| Primera División de Bélgica | R. S. C. Anderlecht | Bélgica | 2013 |
| Copa de Bélgica             | K. S. C. Lokeren    | Bélgica | 2014 |
| Primera División de Bélgica | Club Brujas         | Bélgica | 2022 |
| Supercopa de Bélgica        | Club Brujas         | Bélgica | 2022 |
| Primera División de Bélgica | Club Brujas         | Bélgica | 2024 |